# Alarilla
Alarilla es un municipio y localidad española de la provincia de Guadalajara, en la comunidad autónoma de Castilla-La Mancha. El término municipal tiene una población de 137 habitantes (INE 2024).

## Símbolos

Representación heráldica del escudo de Alarilla

El escudo heráldico que representa al municipio fue aprobado de manera oficial el 24 de junio de 1992. Se blasona de la siguiente manera:

Escudo cuartelado. Uno de gules, un castillo de oro aclarado de azul; dos cuartelado en aspa; A y D de verde, una banda de gules fileteada de oro; B y C con la leyenda AVE MARIA; tres de verde, una muela o cerro aplanado de oro; sobre ondas; cuatro de gules, un creciente de plata. Va timbrado con la corona real española.
Diario Oficial de Castilla-La Mancha n.º 50 de 3 de julio de 1992

## Geografía

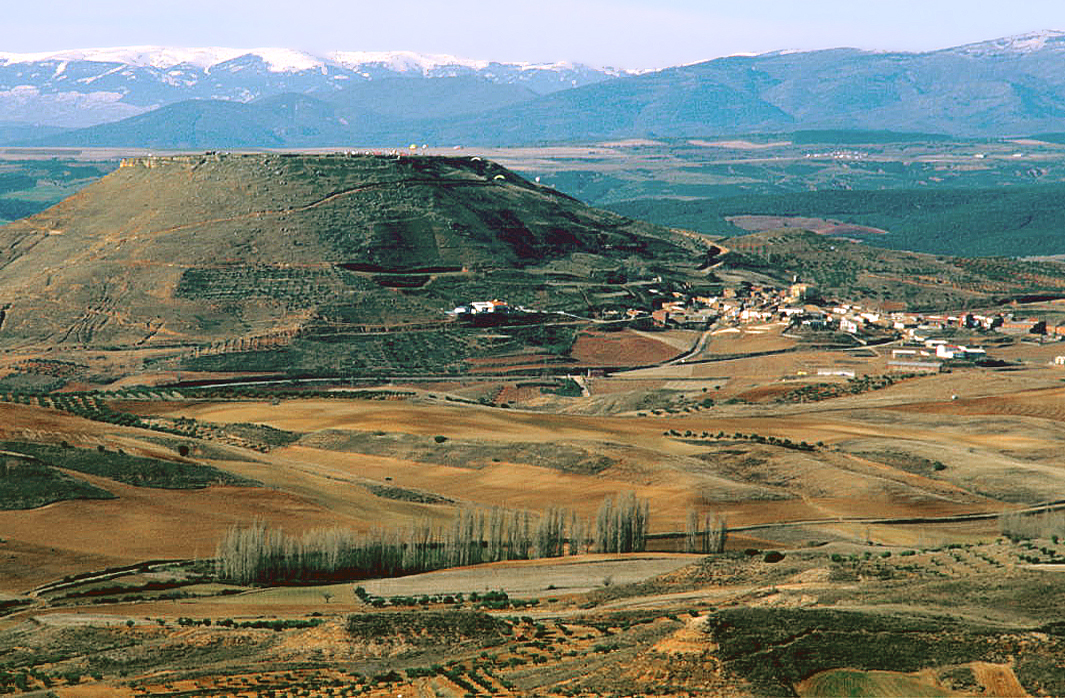
Vista de la localidad y su entorno, con el cerro de La Muela.

Alarilla está situada a una altitud de 845 m sobre el nivel del mar, si bien las cotas más altas del término están aproximadamente a 960 m (cerros de la Muela y el Colmillo) y la más baja se sitúa en el cauce del río Henares, aproximadamente a 640 m. Pertenece a la comarca natural de la Alcarria, que comprende la mayor parte del centro y sur de la provincia de Guadalajara, el noroeste de Cuenca  y el sureste de la Comunidad de Madrid .
El antiguo páramo calizo de la Alcarria fue una plataforma llana con una altitud sobre el nivel del mar entre los 800-1000 m. Con el paso del tiempo, la erosión lo ha diluido por completo dejando tan solo algunos cerros testigo que conservan la altitud inicial del páramo. Entre estos restos se encuentran las Tetas de Viana (1144 y 1143 m), el cerro de Hita (981), el Colmillo de Alarilla (953 m) y La Muela de Alarilla (961 m).
Las distancias a los centros urbanos más próximos, como entre casi todos los pueblos de la Alcarria y la Campiña, son muy pequeñas. Los pueblos limítrofes se encuentran a pocos kilómetros: Copernal a 4 km por el noreste, Hita a 6 km por el este, Taragudo a 4 km por el sudeste, Heras de Ayuso a 5 km por el sur, Humanes a 5 km por el sudoeste, Cerezo de Mohernando a 6 km por el oeste. El centro urbano más grande es Guadalajara, que dista aproximadamente 28 km.

## Geología
El suelo que conforma todo el territorio es arcilloso, cualidad que lo hace fácilmente moldeable por la acción de las aguas de lluvia, vertebrando un paisaje ondulado por la existencia de barrancos, originados por la acción de las aguas de arroyada y por donde discurren regueros, pudiéndose apreciar las hendiduras de las cárcavas (erosiones cárcavas), otra de las características de estos suelos, siendo un magnífico ejemplo de estas la producida por el Henares a su paso por La Muela de Alarilla.
En la parte alta del pueblo, correspondiendo con la parte media-alta de la montaña, el relieve está formado por rocas calizas y en la parte baja, banda intermedia de la montaña, por las arcillas. Calizas-margas-yesos-arenisca-conglomerado-arcilla.
Existe el fenómeno denominado «erosión diferencial», esto es, unos estratos quedan más salientes que otros debido a las diferentes durezas de los materiales. Las calizas, los yesos, las areniscas, por ejemplo, son más duras que las arcillas y dentro de estos materiales más duros hay distintos niveles de dureza.
El suelo está plagado de cantos rodados, testimonio de que, en otros tiempos, fue el lecho del río que ahora discurre a un nivel de 640 metros con el nombre de Henares.
En la composición química del suelo aparecen fundamentalmente los carbonatos (restos de rocas calizas). Se denota su presencia al añadir HCl y ver burbujeo. Por otro lado, hay materia orgánica (reacción de burbujeo con H2O2). PH del suelo ácido (6.5).

## Clima
En general, Alarilla posee un clima típico mesomediterráneo o semiárido caracterizado por padecer tres o cuatro meses al año muy secos. Las precipitaciones medias que se recogen en esta zona oscilan entre los 400-500 mm anuales, siendo la media provincial de 600 mm. Es templado influido por su proximidad al río Henares, donde se registran las mayores temperaturas de la provincia. Las medias anuales oscilan alrededor de los 13 °C, con mínimas en el mes de enero que están por debajo de los 0 °C. Como ejemplo, las temperaturas leídas en el municipio en el año 1953: media anual 14,9 °C; máxima de 35 °C y mínima de −6 °C (Diccionario Geográfico de España 1959 1,287). Estas temperaturas están muy lejos de las mínimas absolutas de la provincia alcanzadas en la “Serranía” (−27 °C en la zona de Molina de Aragón). La precipitación anual media es de 433 mm.

## Vegetación
Los suelos de Alarilla son calizos de escasa profundidad, pobres en materia orgánica, con horizonte de humus poco desarrollado; a ello hay que unir la topografía accidentada. Es una zona de vegas estrechas, suelo arcilloso, que conoce la presencia de la hidrografía torrencial, de difícil drenaje. Después de llover una cantidad de agua no muy elevada, serán necesarios cuatro o cinco días para poder labrar la tierra.
La vegetación natural de la zona se caracterizaba antiguamente por el monte bajo de roble y encina, ya su presencia es puramente testimonial. En el siglo pasado todavía se podía encontrar un monte de chaparral que atendía a las necesidades de combustible de la población. En la actualidad a ambas lados del río hay muy pocas zonas de bosque: chopos y álamos blancos, sobre todo. En las tierras áridas de las pendientes y la cima de la Muela predomina el matorral.
Este paisaje, que ha sido profundamente transformado por la acción del hombre, conoció en otros tiempos un tipo de vegetación más natural que hoy. No tenemos constancia histórica desde cuando la agricultura empezó a ser la actividad predominante sobre la pastoril y ganadera, esta última más apropiada para poblaciones escasamente asentadas, que es lo que parecen indicar los estudios de los restos que se han encontrado en la zona de la Muela.
Aun con todo, existen todavía algunos (pocos) elementos arbóreos como el chopo temblón (Populus tremula), el álamo (envés de las hojas blanquecino y tronco también; Populus alba), de la familia de las salicáceas, y encinas (Quercus ilex). Arbustivos como espárragos silvestres, romero, coscoja, espino albar, coscojas, retama, mejorana, matapollo y falsas manzanillas. Herbáceos como gramíneas, margaritas, amapola, cardo y otras plantas nitrófilas de borde de camino.

## Historia
Villa alcarreña en cuyo término existe un importante yacimiento del final del Bronce y Campaniense, con restos de la Edad de Hierro, ibéricos y romanos; destacan en este cerro de la Muela, cerro testigo con magníficas vistas panorámicas, una cabaña de grandes dimensiones, delimitada por piedras y adobes. Hay otras de tamaño más pequeño con un denominador común en todas han aparecido materiales líticos, óseos y metálicos. Fueron poblaciones trashumantes que utilizaban estos parajes para pasto de sus animales. Esta es la razón por la que se han encontrado muchos fósiles de animales. Estos yacimientos se excavan desde 1980.
Los árabes también dejaron sentir su presencia por estas tierras aunque, en realidad, quienes se asentaron en este territorio no fueron árabes sino bereberes, pobladores del norte de África, gente muy aguerrida y que, para la época de la invasión musulmana de España, habían sido recientemente convertidos al islam. Formaban las tropas de choque de los caudillos militares árabes que residían en Andalucía.
Alarilla perteneció los señores propietarios de la Tierra y Común de Hita. En principio, fueron destacados personajes de la familia Fernández de Hita, posteriormente reyes e infantes castellanos, y finalmente, y ya durante varios siglos, los Mendoza y duques del Infantado.
Hacia mediados del siglo XIX, la villa tenía contabilizada una población de 429 habitantes. Aparece descrita en el primer volumen del Diccionario geográfico-estadístico-histórico de España y sus posesiones de Ultramar de Pascual Madoz de la siguiente manera:

ALARILLA: v. con ayunt. de la prov. y adm. de rent. de Guadalajara (5 leg.), part. jud. de Brihuega (5), aud. terr. y c. g. de Madrid (12), dióc. de Toledo: sit. á la falda E. de un alto cerro, llamado la Muela, que lo produce un natural sombrío, y propenso á fiebres intermitentes; componen el casco de la pobl. 110 casas que figuran un óvalo alrededor de la igl., construida en el centro, y sobre un terreno algo mas elevado ; todas, escepto tres, son de piso bajo, muy apiñadas, y las calles que forman, sin orden y con un suelo harto desigual: la plaza es cuadrilonga; en su fachada S. se reedificó el año 1842 la casa municipal, construyéndose una sala para las sesiones; se halla en la misma la cárcel, el pósito y paneras de la v.; hay tambien escuela de primeras letras dotada de los fondos públicos, á la que concurren 53 alumnos: la parr. sit. segun se ha dicho, fué edificada en el año de 1543, época en que solo contaba el pueblo 15 vec.: es un edificio que nada tiene de particular y que en el dia se halla bastante deteriorado; su curato es perpétuo y de concurso general; hay por último una fuente de agua esquisita, pero sumamente escasa: en los afueras del pueblo hay hasta 7 manantiales, algunos abundantes, una ermita dedicada á S. Sebastian, y muchos cocederos y cuevas para conservar el vino. Confina el térm. por N. con los de Montarron y Cerezo de Henares, E. con los de Hita y Copernal, S. con los de Taragudo y Heras, y O. con el r. Henares, y térm. de Humanes de Mohernando, todos á la dist. de 1/2 hora á 3/4: comprende 7250 fan. de tierra, de las cuales se cultivan 4950, pueden reducirse á cultivo 2200, y quedan 100, absolutamente infructíferas: el terreno es de poca consistencia, tiene algunas vegas, un monte titulado la Llana, que produce pastos y leña baja, y otros dos montecillos inmediatos á la pobl. para solo pastos: riégale el r. Henares que pasa al O. del cerro de la Muela á media hora de dist., recibe en este punto las aguas de otro riach. llamado el Sorbe, y marcha en direccion á Guadalajara, dejando á esta v. á su márg. izq.: lleva bastante agua, y no suele vadearse en el invierno. A dist. de 1/4 de leg. existe el desp. llamado Torrientes, que se redujo á tal en el año de 1710 á resultas de la guerra de sucesión, en la que padecieron mucho aquellos pueblos por haberse acampado el ejército austríaco en el monast. de Sopetran, en cuya época y por la misma razon y enfermedades que se sufrian, se despobló también el lugar de Maluque, que hoy se halla dentro del térm. Los caminos son de pueblo á pueblo, de herradura y en mal estado: la correspondencia se recibe en la v. de Hita, por medio de un propio, pagado por la municipalidad. prod.: trigo, cebada, centeno, vino, aceite, garbanzos, patatas y otras legumbres: se manliene algun ganado lanar, varias colmenas, 40 pares de bueyes de labor y 8 de mulas; y se crian por último liebres, perdices, conejos, y algunos lobos. No hay mas ind. que la agrícola, cuyos frutos sobrantes, se llevan á los mercados de Guadalajara, Brihuega y Cogolludo. pobl. 105 vec. 429 alm.: cap. prod. 1.924,450 rs.: imp. 137,200: contr. por todos conceptos 7304 rs. 27 mrs. vn. Perteneció al señ. del duque del Infantado que percibía las alcabalas, y 1/3 de los diezmos: el presupuesto municipal asciende á 3300 rs. y se cubre con el producto de pastos, taberna y tienda de abaceria.
(Madoz, 1845, pp. 196-197)

Según cuentan los lugareños mayores,[cita requerida] durante la Guerra Civil tuvieron que «evacuar» el pueblo tres veces: «Cuando volvimos al pueblo por primera vez, estaban en pie la iglesia y una docena de casas. Nos pusimos a reconstruir lo que pudimos. Cuando volvimos la segunda vez, quedaban la iglesia y cuatro o cinco casas y cuando volvimos la tercera vez ya no había iglesia y solamente había una casa en pie». Se destruyó el Ayuntamiento y con él todos los documentos existentes, por lo que es muy difícil conseguir información de antes de esta época.

## Demografía
Alarilla cuenta con una población de 137 habitantes (INE 2024).
| Gráfica de evolución demográfica de Alarilla entre 1842 y 2021                                                      |
| |
| Población de derecho según los censos de población del INE Población de hecho según los censos de población del INE |

| Nacionalidad | Hombres | Mujeres | Total | %      | Proporción |
| ------------ | ------- | ------- | ----- | ------ | ---------- |
| Española     | 62      | 35      | 97    | 71.3 % |            |
| Extranjera   | 22      | 17      | 39    | 28.6 % |            |

| 1991 |  | 1996 |  | 2001 |  | 2004 |  | 2006 |  | 2013 |  | 2015 |  | 2017 |  | 2018 |
| ---- |  | ---- |  | ---- |  | ---- |  | ---- |  | ---- |  | ---- |  | ---- |  | ---- |
| 117  |  | 123  |  | 129  |  | 122  |  | 126  |  | 113  |  | 90   |  | 122  |  | 156  |

## Patrimonio

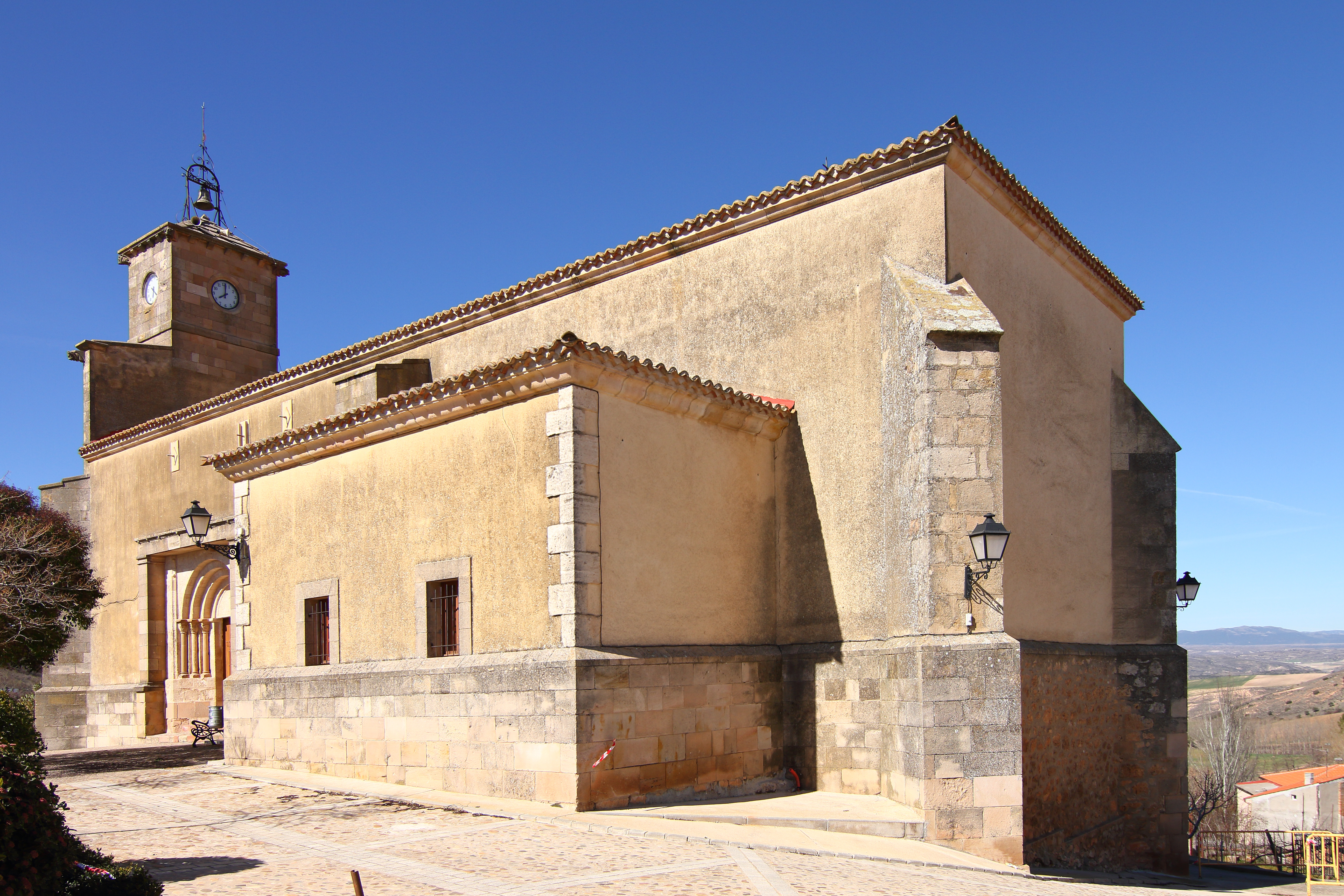
Iglesia parroquial

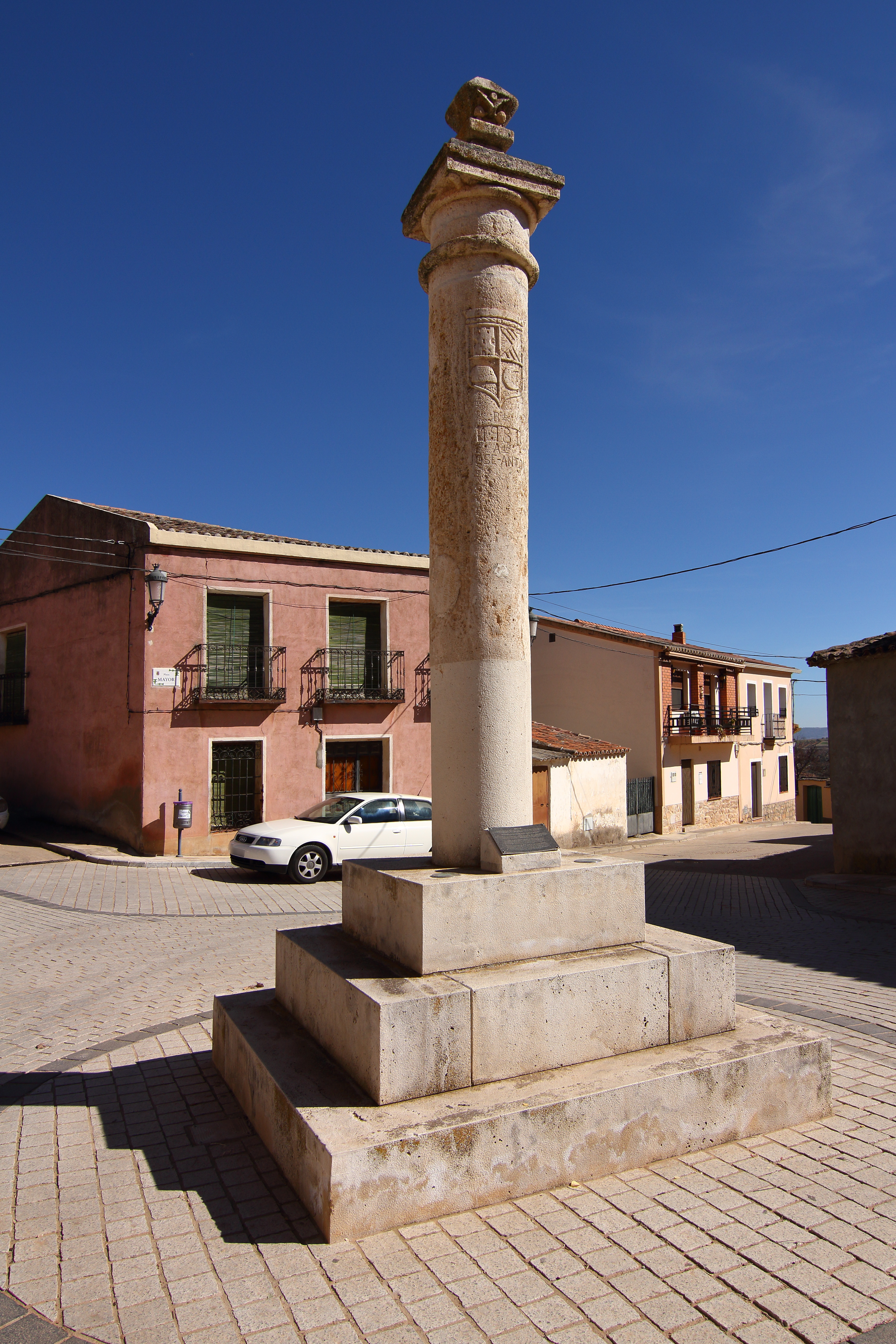
Rollo o picota

- Iglesia parroquial. Obra moderna imitando el estilo románico, pues durante la guerra civil quedó totalmente destruida. Enclavada en lo más prominente del lugar, rehecha sobre los cimientos antiguos con portada. En su interior, se encuentra el mural del ábside obra del pintor Carlos Pascual de Lara en el año 1953.
- El rollo o picota de la villa. Situado en el centro de la Plaza Mayor, hoy en día reconstruido, expresó durante siglos su carácter de entidad municipal con jurisdicción propia. En el fuste de la columna se ha tallado el escudo heráldico municipal, que es de elaboración moderna.

## Celebraciones
- 1 de enero: botarga el Zarragón. Fiesta declarada de Interés Turístico Provincial.
- 5 de enero: cabalgata aérea donde los reyes magos y pajes llegan en ala delta y parapente, respectivamente. Fiesta declarada de Interés Turístico Regional[6] e Interés Turístico Provincial.
- Última semana de julio: fiestas patronales en honor al Santo Cristo del Amparo.